# 펭귄들의 익살극
《펭귄들의 익살극》(영어: Farce of the Penguins)은 미국에서 제작된 밥 새것 감독의 2007년 자연 모큐멘터리 영화이다. 프랑스 자연 다큐멘터리 영화 《펭귄 - 위대한 모험》(2005)을 패러디하였다. 트레이시 모건, 크리스티나 애플게이트, 짐 벌루시, 우피 골드버그, 데인 쿡, 에이브 비고다 등이 목소리 출연하고, 새뮤얼 L. 잭슨이 해설을 맡았다. 데이비드 퍼멋 등이 제작에 참여하였다.

## 줄거리
수컷 펭귄들이 암컷 펭귄들이 기다리고 있는 번식지를 향해 70 마일의 여정을 떠난다.

## 목소리 출연
- 새뮤얼 L. 잭슨
- 밥 새것
- 크리스티나 애플게이트
- 제이미 케네디
- 데이비드 케크너
- 하비 파이어스틴
- 루이스 블랙
- 우피 골드버그
- 모니크
- 트레이시 모건
- 마리오 캔톤
- 카를로스 멘시아
- 로리 로클린
- 데인 쿡
- 제이슨 알렉산더
- 제이슨 비그스
- 놈 맥도널드
- 브리 라슨
- 짐 벌루시
- 데이브 쿨리에이
- 존 스테이모스
- 조디 스위틴
- 존 러비츠
- 길버트 곳프리드
- 데이먼 웨이언스
- 에이브 비고다
- 앨리슨 해니건
- 조너선 실버먼
- 스콧 와인거

## 기타 제작진
- 공동 제작: 엘리엇 루이스 로즌블랫, 마이클 베이커, 스티브 론지